# الكسيز دزيانا
الكسيز دزيانا (بالإنجليزية: Alexis Dziena)‏ هي ممثلة أمريكية، ولدت في 8 يوليو 1984 بنيويورك في الولايات المتحدة.

## أعمال

### أفلام
- (2005) أزهار مكسورة[3]
- (2005) خراب
- (2008) ذهب الأبله[4]
- (2010) عندما تكون في روما[5][6]

## وصلات خارجية
- الكسيز دزيانا على موقع IMDb (الإنجليزية)
- الكسيز دزيانا على موقع ألو سيني (الفرنسية)
- الكسيز دزيانا على موقع أول موفي (الإنجليزية)
- الكسيز دزيانا على موقع قاعدة بيانات الأفلام السويدية (السويدية)
- الكسيز دزيانا على موقع إن إن دي بي (الإنجليزية)
- الكسيز دزيانا على موقع قاعدة بيانات الفيلم (الإنجليزية)
- الكسيز دزيانا على موقع كينوبويسك (الروسية)